# Узунжал
Узунжал (каз. Ұзынжал, до 1992 г. — Карповка) — село в Жарминском районе Абайской области Казахстана. Входит в состав Теристанбалинского сельского округа. Код КАТО — 634487200.

## Население
В 1999 году население села составляло 241 человек (134 мужчины и 107 женщин). По данным переписи 2009 года, в селе проживало 239 человек (120 мужчин и 119 женщин).